# ピカユーン (ミシシッピ州)
ピカユーン（英: Picayune）は、アメリカ合衆国ミシシッピ州の南西部、パールリバー郡の都市である。2010年国勢調査でのピカユーンの人口は10,878 人だった。パールリバー郡の中では人口最大の都市である。統計上の目的で2014年にニューオーリンズ大都市圏に付加された。ニューオーリンズ市からは約45マイル (72 km) に位置している。北西にはハッティズバーグ、東にはガルフポート・ビロクシ都市圏がある。NASAのロケットエンジン試験施設であるジョン・C・ステニス宇宙センターは約10マイル南にある。

## 歴史
ピカユーンの町は1904年に設立され、スペインの硬貨にちなんで命名された新聞「ニューオーリンズ・デイリー・ピカユーン」の所有者、発行者だったエリザ・ジェイン・ポイトベント・ニコルソンが名付けた。「ピカユーン」自体は「小さな硬貨」を意味する。

### ハリケーン・カトリーナ
ピカユーン市もハリケーン・カトリーナにより大きな被害を受けはしたが、近隣の都市ほど厳しいものではなかった。このためにニューオーリンズ市やミシシッピ州のメキシコ湾岸に住んでいた住民が、より安全で都市圏への通勤が容易な場所を求めたときに、ピカユーンを恒久的な住居地に選ぶ要因になった。
ピカユーン市内で受けたハリケーン・カトリーナの被害の多くは暴風によってもたらされたものだった。屋根、窓、フェンスが多く飛ばされた。数千とまではいかなくても数百本の樹木も倒され、停電は数か月も続いた。

## 地理
アメリカ合衆国国勢調査局に拠れば、市域全面積は11.8平方マイル (31 km2)であり、このうち陸地11.8平方マイル (31 km2)、水域は0.04平方マイル (0.10 km2)で水域率は0.34%である。

## 人口動態
以下は2000年国勢調査による人口統計データである。
| 基礎データ - 人口: 10,535 人 - 世帯数: 4,100 世帯 - 家族数: 2,865 家族 - 人口密度: 345.9人/km2（895.6 人/mi2） - 住居数: 4,568 軒 - 住居密度: 150.0軒/km2（388.3 軒/mi2） 人種別人口構成 - 白人: 62.02% - アフリカン・アメリカン: 35.92% - ネイティブ・アメリカン: 0.38% - アジア人: 0.30% - 太平洋諸島系: 0.05% - その他の人種: 0.18% - 混血: 1.15% - ヒスパニック・ラテン系: 1.15% 年齢別人口構成 - 18歳未満: 27.0% - 18-24歳: 9.4% - 25-44歳: 25.5% - 45-64歳: 23.0% - 65歳以上: 15.1% - 年齢の中央値: 36歳 - 性比（女性100人あたり男性の人口） - 総人口: 82.8 - 18歳以上: 79.2 | 世帯と家族（対世帯数） - 18歳未満の子供がいる: 31.8% - 結婚・同居している夫婦: 45.0% - 未婚・離婚・死別女性が世帯主: 20.8% - 非家族世帯: 30.1% - 単身世帯: 26.4% - 65歳以上の老人1人暮らし: 11.8% - 平均構成人数 - 世帯: 2.54人 - 家族: 3.06人 収入と家計 - 収入の中央値 - 世帯: 26,958米ドル - 家族: 33,260米ドル - 性別 - 男性: 31,438米ドル - 女性: 20,035米ドル - 人口1人あたり収入: 15,798米ドル - 貧困線以下 - 対人口: 20.8% - 対家族数: 18.9% - 18歳未満: 28.2% - 65歳以上: 17.6% |

## 教育
ピカユーン市の公共教育は、ピカユーン教育学区が管轄している。
ピカユーン・ジュニア高校は7年生と8年生を教える中学校として機能している。ピカユーン記念高校が市内の高校であり、マスコットはマルーン・タイドである。
オルターネイト教育センターも市内にある。

### 小学校
- ニコルソン小学校
- ローズランドパーク小学校
- サウスサイド小学校
- ウェストサイド小学校

### 図書館
マーガレット・リード・クロスビー記念図書館は、ピカユーン市民の用に供しており、パールリバー郡図書館システムの本館でもある。

## メディア

### 新聞
ピカユーンの地方新聞は「ピカユーン・アイテム」である。

### ラジオ
ピカユーンの地方ラジオ局は、WRJW、1320kHz、AM放送である。

## インフラ

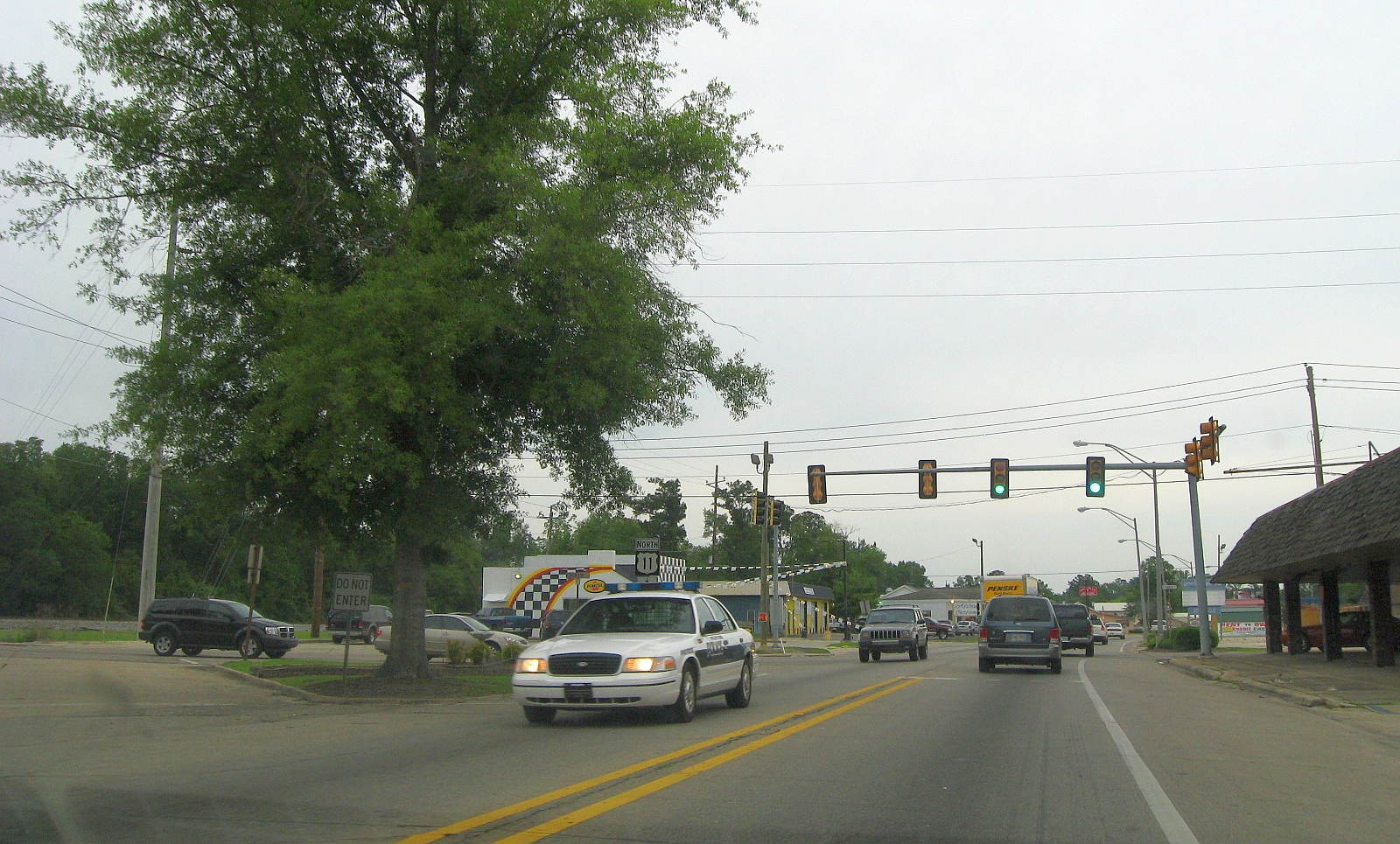
アメリカ国道11号線と4番通り

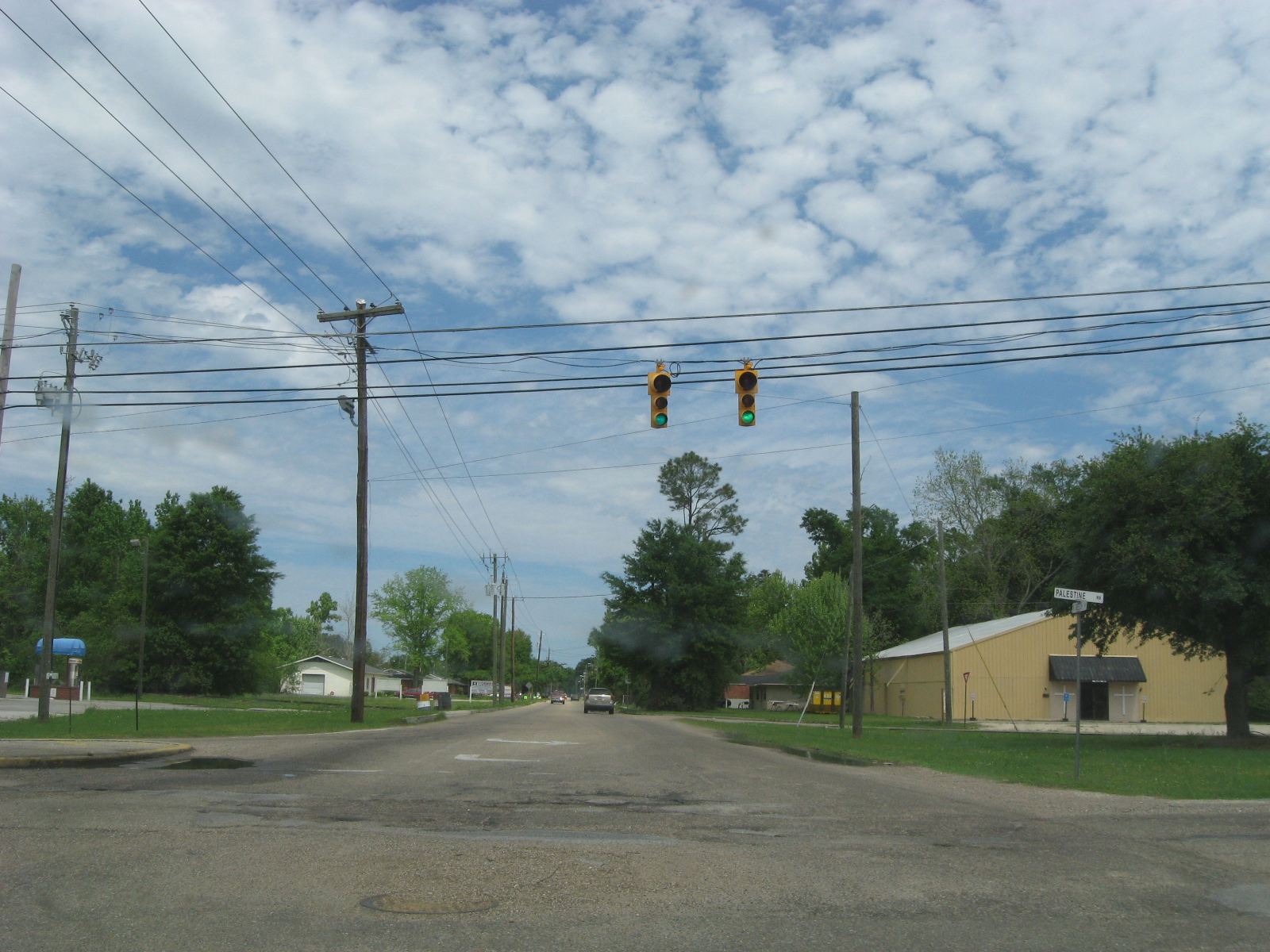
パレスタイン道路とビーチ通り

### 交通
アムトラックの列車「クレセント」がピカユーンの駅で停止し、北のニューヨーク市、フィラデルフィア市、ボルチモア市、ワシントンD.C.、ノースカロライナ州シャーロット、ジョージア州アトランタ、アラバマ州バーミングハムと、南のルイジアナ州ニューオーリンズ市とを結んでいる。ピカユーンにあるアムトラック駅はアメリカ国道11号線の南100にある。上下各1便が運行されている。
アメリカ国道11号線がピカユーン市を通る幹線道である。州間高速道路59号線が州間高速道路10号線を経由して南のニューオーリンズ市、および北のハッティズバーグ市とを繋いでいる。ハッティズバーグの先はメリディアン、さらにアラバマ州バーミングハムに向かう。
ミシシッピ州道43号線は東へ向かう幹線道であり、キルン近くで州間高速道路10号線に接続する。
ピカユーン市民空港は、長さ5,000フィート (1,500 m) の滑走路があり、ニューオーリンズ地域に向かう固定翼およびロータリー翼の民間航空機が利用している。レンタカー、タクシー、リムジーンも利用できる。

#### 鉄道
- ノーフォーク・サザン鉄道

#### 主要高規格道路
- アメリカ国道11号線
- ミシシッピ州道43号線
- 州間高速道路59号線

## 著名な出身者
- ジョナサン・ベンダー、NBAバスケットボール選手、インディアナ・ペイサーズ、ニューヨーク・ニックス
- ジョン・ハイデンライク、プロレスラー、その前はアメリカンフットボール選手
- TJ・ハウス、メジャーリーグベースボール選手、クリーブランド・インディアンス

## 見どころt
- クロスビー樹木園
- ボーグ・チット国定野生生物保護区
- ジョン・C・ステニス宇宙センター